# بريشس ماكينا
بريشس ماكينا (بالإنجليزية: Precious Makina)‏ (مواليد 2 أكتوبر 1985) هو ملاكم زامبي، مثّل بلاده في الألعاب الأولمبية الصيفية 2008.

## روابط خارجية
بريشس ماكينا على موقع أوليمبيديا (الإنجليزية)
- بريشس ماكينا على موقع اتحاد ألعاب الكومنولث (مؤرشف) (الإنجليزية)
- بريشس ماكينا على موقع دورة ألعاب الكومنولث 2006 (مؤرشف) (الإنجليزية)